# KAMITSUBAKI WARS 2024

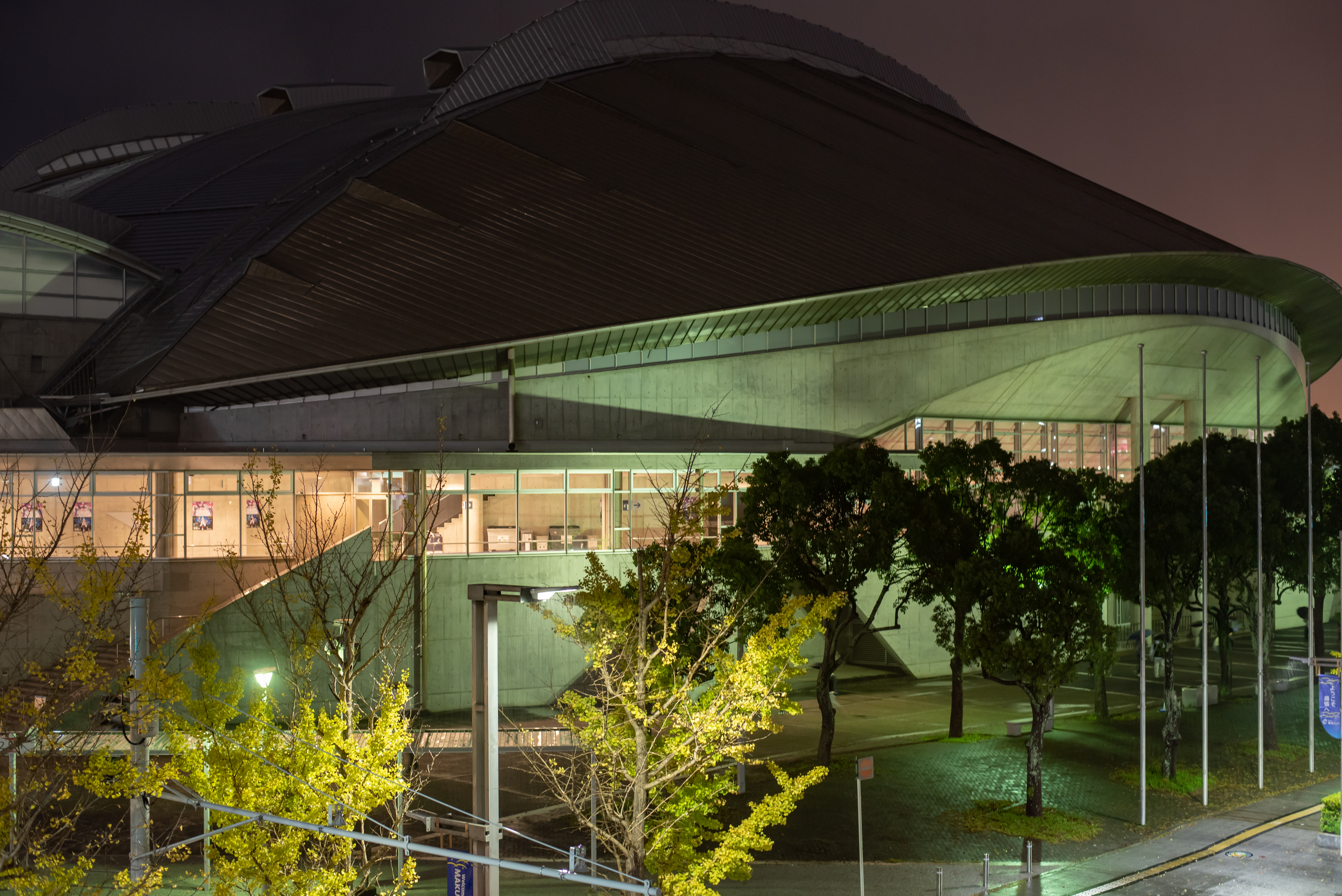
KAMITSUBAKI WARS 2024 神椿幕張戦線 DAY2『V.W.P 2nd ONE-MAN LIVE「現象II(再) -魔女拡成-」』終演後の幕張イベントホール。

「KAMITSUBAKI WARS 2024」（かみつばきウォーズ にまるによん）は、2024年に開催された、KAMITSUBAKI STUDIOによるリアル会場ライブシリーズである。関東各地で全4回、8ライブが開催された。
このライブシリーズは2024年1月に国立代々木競技場第一体育館で開催された「神椿代々木決戦二〇二四 IN 代々木第一体育館」のコンセプトを引き継いだライブシリーズとして開催された。本項では、このイベントについても述べる。

## 概要
「KAMITSUBAKI WARS 2024」は、様々なバーチャルアーティストを擁するKAMITSUBAKI STUDIOが行ったライブシリーズの1つである。KAMITSUBAKI STUDIOはこれまで「不可解」や「SINKA LIVE」などのライブシリーズを制作してきたが、「KAMITSUBAKI WARS 2024」はそれに続くライブシリーズとして企画された。「SINKA LIVE」が仮想都市「神椿市」を舞台としたコンセプトライブシリーズであったのに対し、本ライブシリーズはリアル会場でのライブシリーズである。
ライブシリーズ「KAMITSUBAKI WARS 2024」の先駆けとなるイベント「神椿代々木決戦二〇二四」は、DAY1『V.W.P 2nd ONE-MAN LIVE「現象II -魔女拡成-」』とDAY2『花譜 4th ONE-MAN LIVE「怪歌」』の2公演で構成されている。2日目の花譜 4th ONE-MAN LIVE「怪歌」は、ソロのバーチャルシンガーとして史上初となるアリーナ単独公演であった。
「KAMITSUBAKI WARS 2024」のスタートは、『V.W.P 2nd ONE-MAN LIVE「現象II」』終演後に発表された。タイトルの「WARS」や「戦線」は、「神椿代々木決戦二〇二四」を経験し、アーティストたちが挑む新たな挑戦という意味が込められている。「KAMITSUBAKI WARS 2024」の第1弾『Albemuth 1st ONE-MAN LIVE「罪と楽園」』、第2弾『ヰ世界情緒 3rd ONE-MAN LIVE「Anima III」』、第3弾『理芽 3rd ONE-MAN LIVE「NEUROMANCE III」』はそれぞれにとって初の現地有観客ワンマンライブであった。
会場で投影されるバーチャルアーティストの3Dアバターの動きは事前に収録したものではなく、ステージ裏にモーションキャプチャの機材を用意し、本人のリアルタイムの動きを反映したものである。クロスリアリティ技術によりリアルとバーチャルの境界が低くなり、それぞれを行き来することも行われている。プロデューサーであるPIEDPIPERは、バーチャルシンガーのライブでは映像機材などにかかる費用が大きく全国ツアーを打ちにくいため、現状は大きな会場に集客することになってしまうと語っている。

### ライブシリーズ
「KAMITSUBAKI WARS 2024」に関連して、以下のリアルライブが開催された。
- 神椿代々木決戦二〇二四（1月13日–1月14日）
  - [DAY-1] V.W.P 2nd ONE-MAN LIVE「現象II -魔女拡成-」
  - [DAY-2] 花譜 4th ONE-MAN LIVE「怪歌」
- KAMITSUBAKI WARS 2024 神椿新宿戦線（4月9日–4月10日、第1弾）
  - [DAY-1] Albemuth 1st ONE-MAN LIVE「罪と楽園」
  - [DAY-2] 春猿火 3rd ONE-MAN LIVE 「シャーマニズムIII」
- KAMITSUBAKI WARS 2024 神椿横浜戦線（8月7日–8月8日、第2弾）
  - [DAY-1] ヰ世界情緒 3rd ONE-MAN LIVE「Anima III」
  - [DAY-2] 「KAMITSUBAKI FES '24 THE DAY THE EARTH STOOD STILL」
- KAMITSUBAKI WARS 2024 神椿後楽園戦線（9月14日–9月15日、第3弾）
  - [DAY-1] 花譜・理芽「Singularity Live Vol.3」
  - [DAY-2] 理芽 3rd ONE-MAN LIVE「NEUROMANCE III」
- KAMITSUBAKI WARS 2024 神椿幕張戦線（11月2日–11月3日、第4弾）
  - [DAY-1] V.W.P 2nd ONE-MAN LIVE「現象II(再) -魔女拡成-」
  - [DAY-2] 花譜 4th ONE-MAN LIVE「怪歌(再)」

## 神椿代々木決戦二〇二四

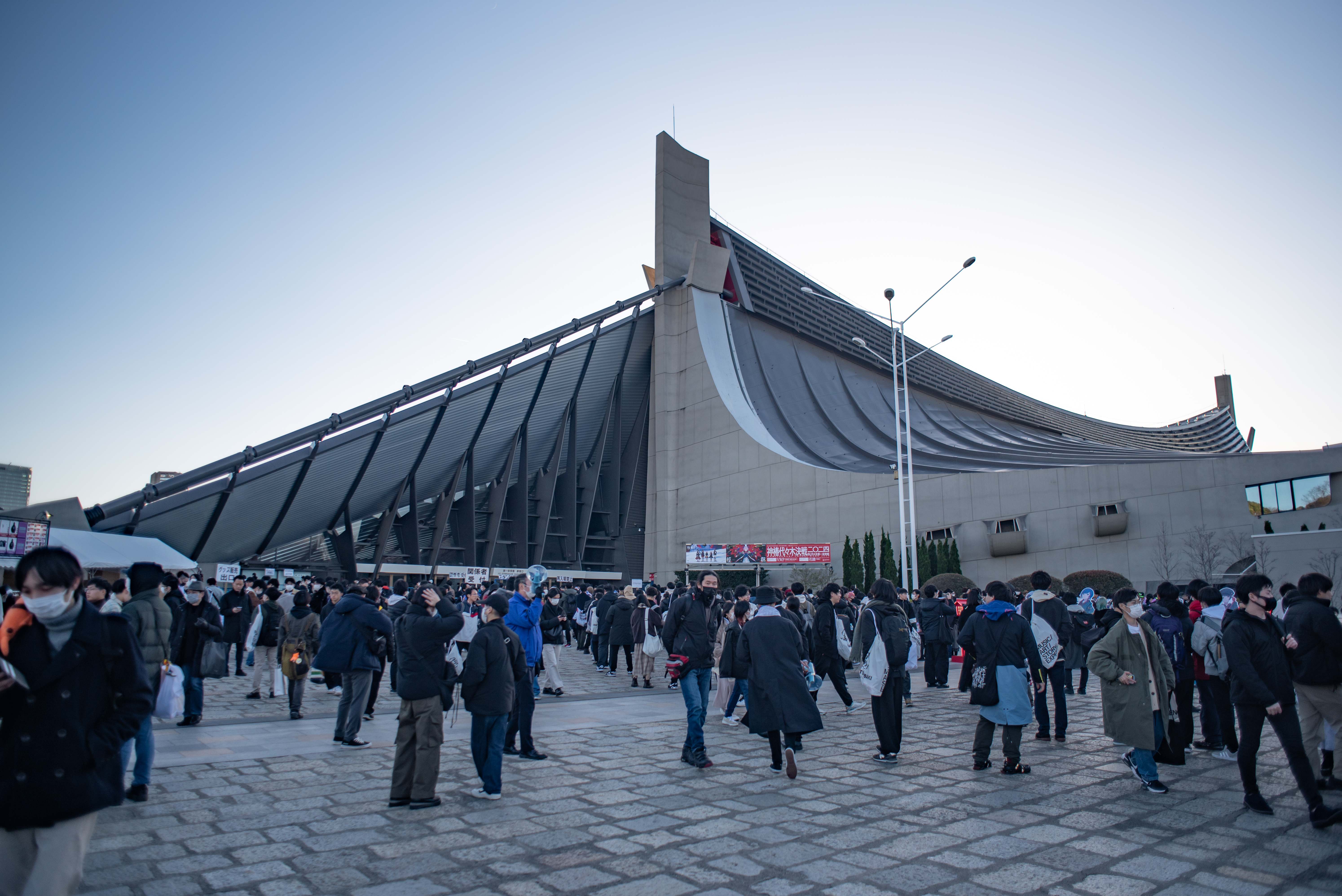
神椿代々木決戦二〇二四『花譜 4th ONE-MAN LIVE「怪歌」』会期中の代々木国立競技場 第一体育館。

「神椿代々木決戦二〇二四 IN 代々木第一体育館」（かみつばきよよぎけっせん にまるによん）は、2024年1月13日および1月14日の2日間に亘って、東京都渋谷区の国立代々木競技場第一体育館で開催された KAMITSUBAKI STUDIO のライブイベントである。1日目は『V.W.P 2nd ONE-MAN LIVE「現象II -魔女拡成-」』、2日目は『花譜 4th ONE-MAN LIVE「怪歌」』と題されたライブが行われた。タイトルの「決戦」は、KAMITSUBAKI STUDIOを運営するTHINKRが持つ人材や人脈を投資した総力戦としての意味合いを持っている。
渋谷駅に掲出された巨大屋外広告で開催が発表され、2023年8月21日より1週間、渋谷駅や山手線内の中吊りに広告が掲載された。
各日ともに現地・配信を合わせて1万5000人、合わせて全3万人が来客した。ライブは両日とも3時間にわたり、1日目は32曲、2日目は24曲が演奏された。

### V.W.P 2nd ONE-MAN LIVE「現象II -魔女拡成-」
『V.W.P 2nd ONE-MAN LIVE「現象II -魔女拡成-」』（ブイ・ダブリュー・ピー セカンドワンマンライブ げんしょうツー まじょかくせい）は、2024年1月13日に開催されたバーチャルアーティストグループV.W.Pのワンマンライブである。2022年4月に開催された 1st ONE-MAN LIVE「現象」に続く音楽ライブであり、2年ぶり、V.W.Pとして2回目となる単独ライブであった。
V.W.Pのメンバーが2023年3月から連続性のあるコンセプトを持ったバーチャルライブとして展開した「SINKA LIVEシリーズ」第5弾であり、特別編とされた。アーティスト同士のコラボレーションは「ヴァーサス」企画と銘打たれた。バーチャルシンガー存流・明透によるユニット Albemuth がゲスト出演した。また終演後には、新プロジェクト「少女革命計画」の始動が発表された。

### 花譜 4th ONE-MAN LIVE「怪歌」
『花譜 4th ONE-MAN LIVE「怪歌」』（かふ フォースワンマンライブ かいか）は、2024年1月14日に開催されたバーチャルシンガー花譜のワンマンライブである。バーチャルシンガーとして史上初となるアリーナ単独公演であった。2023年3月4日に開催された『花譜 3rd ONE-MAN LIVE「不可解参(想)」』でライブシリーズ「不可解」が終了して以降、初の花譜の単独ライブである。また、学業との両立やコロナ禍の影響で花譜ワンマンライブでは有観客の現地ライブは多くなく、恵比寿LIQUIDROOMで行われた『不可解』、豊洲PITで行われた『不可解弐REBUILDING』、日本武道館で行われた『不可解参(狂)』以来のものとなっている。
活動開始以来花譜のオリジナル楽曲の提供を続けてきたカンザキイオリ卒業後のイベントであり、『怪歌』以降、花譜は様々なアーティストとのコラボの「組曲」とこれまでのオリジナル楽曲を引き継ぎつつも新たなソングライターらによる作品群「歌承曲」の2本立てでブランディングしていくという方針を公表した。佐倉綾音、Mori Calliope、#KTちゃん、長谷川白紙、大沢伸一がゲスト出演した。
また、このライブの最後の部にて、花譜の「廻花」としての活動が発表された。

## 神椿新宿戦線
「KAMITSUBAKI WARS 2024 神椿新宿戦線 IN ZEPP SHINJUKU」（かみつばきウォーズ 2024 かみつばきしんじゅくせんせん）は、2024年4月9日および4月10日の2日間に亘って、東京都新宿区のZepp Shinjuku (TOKYO) で開催された KAMITSUBAKI STUDIO のライブイベントである。KAMITSUBAKI WARS 2024 の第1弾であり、『V.W.P 2nd ONE-MAN LIVE「現象II」』にて開催が発表された。1日目は『Albemuth 1st ONE-MAN LIVE「罪と楽園」』、2日目は『春猿火 3rd ONE-MAN LIVE 「シャーマニズムIII」』と題されたライブが行われた。

### Albemuth 1st ONE-MAN LIVE「罪と楽園」
『Albemuth 1st ONE-MAN LIVE「罪と楽園」』（アルベマス ファーストワンマンライブ つみとらくえん）は、2024年4月9日に開催されたバーチャルシンガーユニット Albemuth の音楽ライブである。存流はこのライブを最後に、アーティスト活動を終了した。そのため、Albemuthの最初で最後の有観客ワンマンライブとなった。なお「ワンマンライブ」としては初であるが、2023年2月25日にはオンラインライブ『存流・明透 TWO-MAN LIVE「Albemuth」』が開催されている。
ゲストやカバー楽曲はなく、1stアルバム『ADAM』および『eve』の2枚20曲すべてが演奏された。

### 春猿火 3rd ONE-MAN LIVE 「シャーマニズムIII」
『春猿火 3rd ONE-MAN LIVE「シャーマニズムIII」』（はるさるひ サードワンマンライブ シャーマニズム スリー）は、2024年4月10日に開催されたバーチャルシンガー春猿火のワンマンライブである。2021年8月27日にヒューリックホール東京で開催された『春猿火 1st ONE-MAN LIVE「シャーマニズム」』以来、約2年8か月ぶりの単独有観客ライブであった。
梓川、ASOBOiSM、ヰ世界情緒、そして自身の声を基にした人工歌唱ソフトウェア「音楽的同位体 羽累」がゲスト出演した。新曲「Starcloud」「META」「砂時計」「room wear」が発表された。

## 神椿横浜戦線

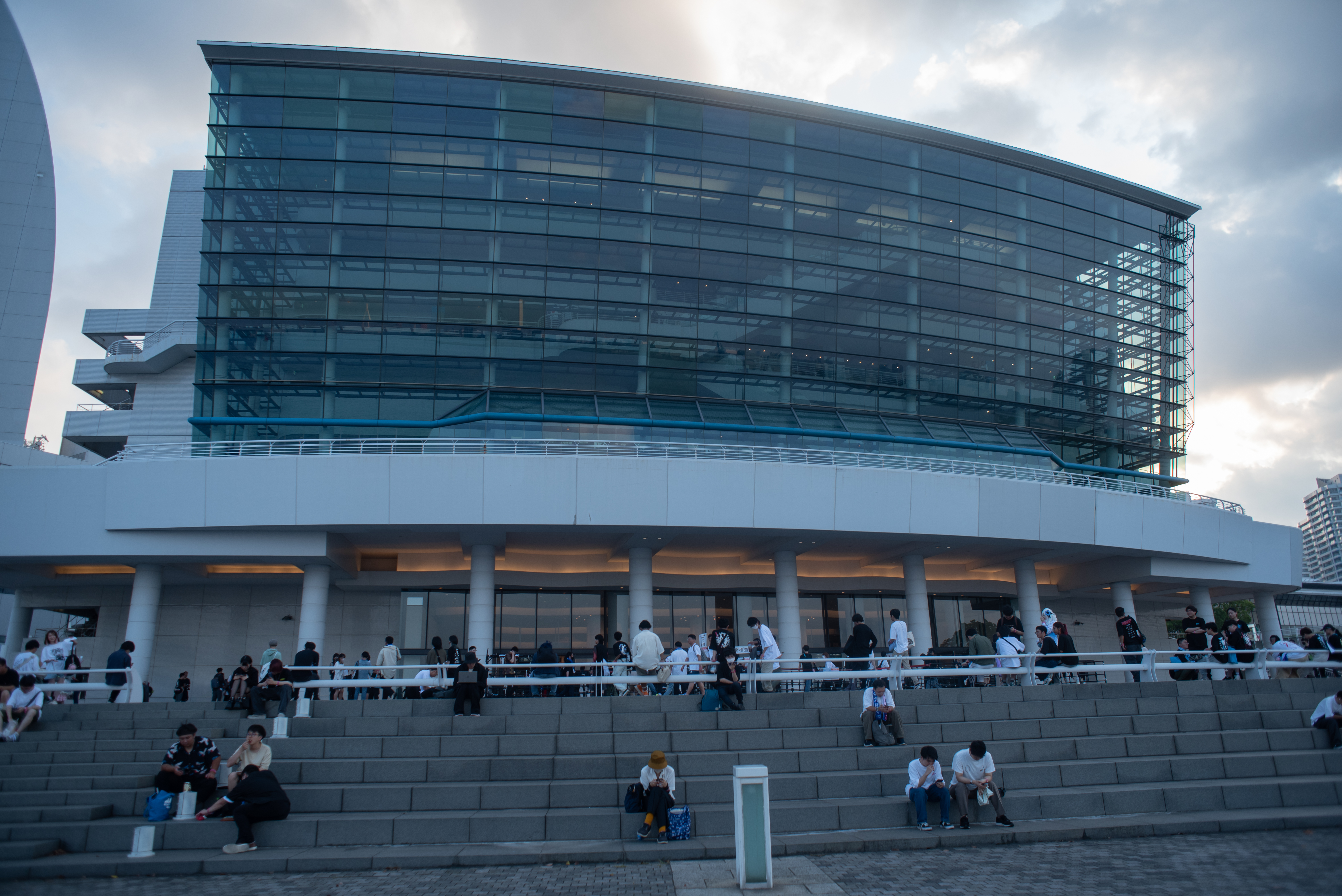
KAMITSUBAKI WARS 2024 神椿横浜戦線 IN パシフィコ横浜 DAY2「KAMITSUBAKI FES '24」の様子。

「KAMITSUBAKI WARS 2024 神椿横浜戦線 IN パシフィコ横浜」（かみつばきウォーズ 2024 かみつばきよこはませんせん）は、2024年8月7日および8月8日の2日間に亘って、神奈川県横浜市のパシフィコ横浜国立大ホールにて開催された KAMITSUBAKI STUDIO のライブイベントである。「KAMITSUBAKI WARS 2024」の第2弾であり、4月10日の「神椿新宿戦線」にて、このイベントの開催が発表された。1日目は『ヰ世界情緒 3rd ONE-MAN LIVE「Anima III」』、2日目は『KAMITSUBAKI FES '24 THE DAY THE EARTH STOOD STILL』と題されている。

### ヰ世界情緒 3rd ONE-MAN LIVE「Anima III」
『ヰ世界情緒 3rd ONE-MAN LIVE「Anima III」』（いせかいじょうちょ サードワンマンライブ アニマ スリー）は、2024年8月7日に開催されたバーチャルアーティストヰ世界情緒の音楽ライブである。「Anima」「Anima II」に次ぐ「Anima」シリーズのワンマンライブであり、ヰ世界情緒にとって初の現地ライブであった。
VALISとAiobahn、人工歌唱ソフトウェア「音楽的同位体 星界」がゲスト出演した。また、VALISとの新曲「ぼくらの逃避行」や、「Capullo」「アンビバレント」といった新曲が発表された。

### KAMITSUBAKI FES '24 THE DAY THE EARTH STOOD STILL
「KAMITSUBAKI FES '24 THE DAY THE EARTH STOOD STILL」（かみつばきフェス にじゅうよん）は、2024年8月8日に開催されたKAMITSUBAKI STUDIOによる音楽フェスである。KAMITSUBAKI STUDIOの所属アーティストとクリエイターが集まるライブイベントとして開催された。2023年に開催された「KAMITSUBAKI FES '23」の会場は豊洲PITであったが、本ライブは会場規模が拡大したパシフィコ横浜で行われた。
第1部ではど～ぱみんがDJを務め、梓川、跳亜、詩道、Awairo、Empty old Cityが出演した。第2部では雄之助がDJを務め、音楽的同位体 V.I.P、雨宿り、ANMC、獅子志司が出演した。第3部では、KAMITSUBAKI STUDIOの新プロジェクト「少女革命計画」から、心世紀と罪十罰の2ユニットがデビューした。第3部ではほかにV.W.Pのメンバー、VALIS、明透が出演した

## 神椿後楽園戦線
「KAMITSUBAKI WARS 2024 神椿後楽園戦線 IN TOKYO DOME CITY HALL」（かみつばきウォーズ 2024 かみつばきこうらくえんせんせん）は、2024年9月14日および9月15日の2日間に亘って、東京都文京区のTOKYO DOME CITY HALLにて開催された KAMITSUBAKI STUDIO のライブイベントである。「KAMITSUBAKI WARS 2024」の第3弾である。1日目は『花譜・理芽「Singularity Live Vol.3」』、2日目は『理芽 3rd ONE-MAN LIVE「NEUROMANCE III」』と題されている。

### 花譜・理芽「Singularity Live Vol.3」
『花譜・理芽「Singularity Live Vol.3」』（かふ・りめ シンギュラリティライブ ボリュームスリー）は、2024年9月14日に開催された花譜と理芽の音楽ライブである。TWO-MAN LIVEシリーズ「Singularity Live」の第3弾である。これまでの「Singularity Live」である『理芽×ヰ世界情緒 TWO-MAN LIVE「Singularity Live」』および『春猿火×幸祜 TWO-MAN LIVE「Singularity Live Vol.2」』はいずれもオンラインライブであったため、シリーズ初の現地ライブであった。
それぞれのソロ曲、デュエット曲のほか、「打上花火」や「アイドル」などのカバー曲が演奏された。また、デュエット曲「キャンディゲリラ」が発表された。

### 理芽 3rd ONE-MAN LIVE「NEUROMANCE III」
『理芽 3rd ONE-MAN LIVE「NEUROMANCE III」』（りめ サードワンマンライブ ニューロマンス スリー）は、2024年9月15日に開催されたバーチャルシンガー理芽のワンマンライブである。理芽にとって初の有観客ワンマンライブであった。
笹川真生との新曲「きみが大人になったんだ」が発表された。

## 神椿幕張戦線

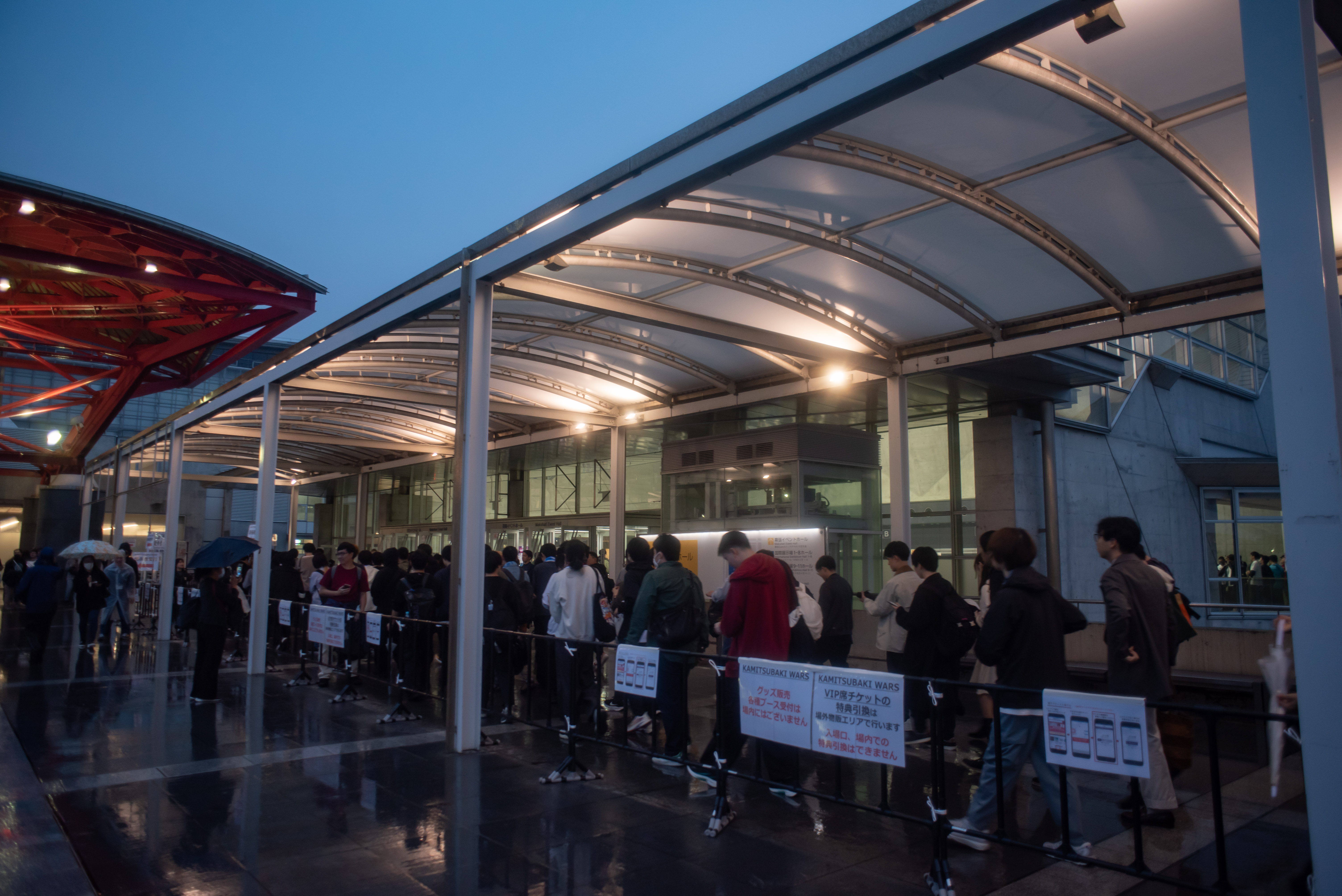
KAMITSUBAKI WARS 2024 神椿幕張戦線 DAY1『V.W.P 2nd ONE-MAN LIVE「現象II(再) -魔女拡成-」』の入場待機列。

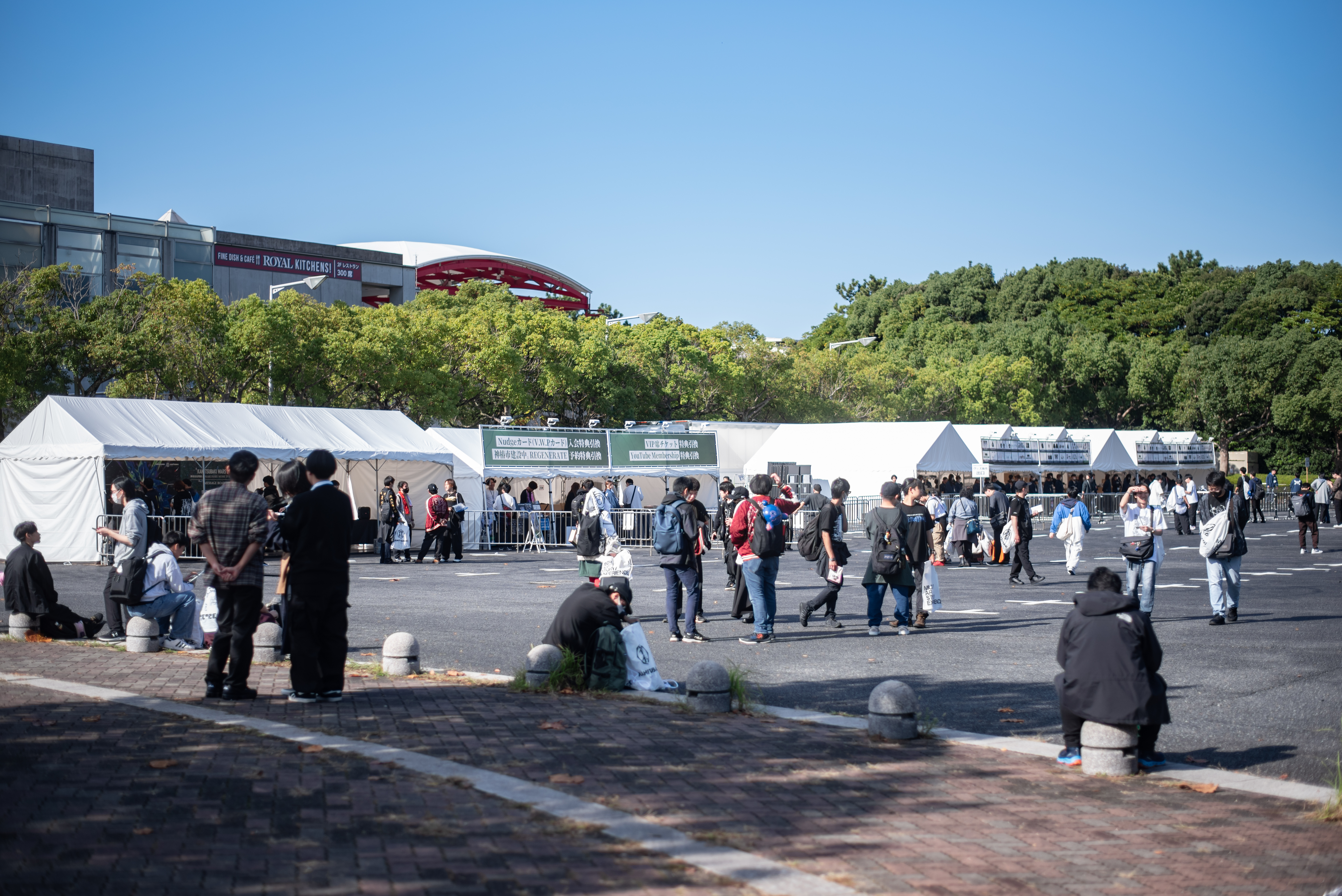
KAMITSUBAKI WARS 2024 神椿幕張戦線 DAY2『花譜 4th ONE-MAN LIVE「怪歌(再)」』の物販ブース。

「KAMITSUBAKI WARS 2024 神椿幕張戦線 IN MAKUHARI MESSE EVENT HALL」（かみつばきウォーズ 2024 かみつばきまくはりせんせん）は、2024年11月2日および11月3日の2日間に亘って、千葉県千葉市の幕張メッセ 幕張イベントホールにて開催された KAMITSUBAKI STUDIO のライブイベントである。2024年8月8日の「KAMITSUBAKI FES '24」終演後に開催が発表された、最後の「KAMITSUBAKI WARS 2024」の音楽ライブである。1日目は『V.W.P 2nd ONE-MAN LIVE「現象II(再) -魔女拡成-」』、2日目は『花譜 4th ONE-MAN LIVE「怪歌(再)」』と題されている。また、両日ともオーケストラプロジェクト「KAMITSUBAKI PHILHARMONIC ORCHESTRA」（カミフィル）による演奏が行われた。

### V.W.P 2nd ONE-MAN LIVE「現象II(再) -魔女拡成-」
『V.W.P 2nd ONE-MAN LIVE「現象II(再) -魔女拡成-」』（ブイ・ダブリュー・ピー セカンドワンマンライブ げんしょうツー さい まじょかくせい）は、2024年11月2日に開催されたバーチャルアーティストグループV.W.Pのワンマンライブである。1月に開催された『現象II -魔女拡成-』のリビルドライブである。
療養中の幸祜以外のV.W.Pのメンバー4人と、幸祜の代役として人工歌唱ソフトウェア「音楽的同位体 狐子」が出演した。

### 花譜 4th ONE-MAN LIVE「怪歌(再)」
『花譜 4th ONE-MAN LIVE「怪歌(再)」』（かふ フォースワンマンライブ かいか さい）は、2024年11月3日に開催されたバーチャルシンガー花譜のワンマンライブである。1月に開催された『怪歌』のリビルドライブである。
ツミキ、崎山蒼志、星街すいせい、Moe Shopがゲスト出演した。

## 反響と評価
「神椿代々木決戦二〇二四」は両日とも1万5000人が観賞した。バーチャルエンタメメディアであるMoguLive編集部はバーチャル演出の豪華さやストーリー性、バーチャルアーティストらのパフォーマンスについて、大きな反響を生んだとしている。バーチャルYouTuberのレオン・ゼロミヤはこのライブについて、バーチャルアーティストが舞台に立っているときは立体感や実在感があり、本当に目の前にいるような印象を受けたと評している。バーチャルアーティストのライブながら、リアルのアーティストとの掛け合いについても、一体感があると評している。また、DAY2の『怪歌』では、リアル調のアバターであるVIRTUAL BEING KAFについては完全に空間が飲み込まれ、恐ろしさをも感じたと語っている。
『怪歌』で発表された、花譜の現実での姿（オリジン）を想起させる姿であるシンガーソングライターとしての「廻花」は、会場では驚きを持って迎えられた。レオン・ゼロミヤは、ディスプレイに映し出された映像にもかかわらず、本当にステージに生身の人間が立っているような存在感を感じたと評している。パノラプロ代表取締役の Minoru Hirota は、「オリジン」の心境が表出されることは稀で、VTuberの歴史に残るであろうと評している。
「KAMITSUBAKI WARS 2024」第1弾「神椿新宿戦線」や第3弾「神椿後楽園戦線」では、現地チケットが完売した。「神椿新宿戦線」DAY1の『Albemuth 1st ONE-MAN LIVE「罪と楽園」』は存流の活動終了とAlbemuth解散の場であったが、Minoru Hirota は「終わりをつくりにくいバーチャルアーティストという体裁において、これ以上ないくらいにきれいに終わらせた」と評価している。「神椿横浜戦線」DAY1の『ヰ世界情緒 3rd ONE-MAN LIVE「Anima III」』について、ライターの草野虹は、曲ごとのメッセージ性が伝わる演出やセットリストで、全体としてメリハリのあるライブであったと評している。「神椿幕張戦線」DAY2の『現象II(再)』では、バーチャルシンガー幸祜に代わりその歌声を基にした歌唱ソフトウェア「音楽的同位体 狐子」が代役を務めたが、ニュースサイトPANORAでは、「バーチャルタレントの代役を合成音声ソフトのキャラクターが務めるという歴史的な試み」と報じられた。